# سیارک ۱۶۵۲۹
سیارک ۱۶۵۲۹ (به انگلیسی: 16529 Dangoldin، نامگذاری:1991GO1) شانزده هزار و پانصد و بیست و نهمین سیارک کشف شده‌است که در ۹ آوریل ۱۹۹۱ کشف شد.
قدر مطلق سیارک برابر ۲۴.۵ است.